# Jacques-René Artur de La Villarmois
Jacques-René-Jean-Baptiste Artur, comte de La Villarmois (22 avril 1748, Avranches - 6 septembre 1822, Avranches), est un militaire et homme politique français.

## Biographie
Membre de la compagnie des chevau-légers de la garde du roi de 1765 à 1775, il était inspecteur général des gardes du comte d'Artois pour la Bretagne et membre de leur état-major avec rang de colonel.
Il obtint le droit de siéger aux États de Bretagne en 1774.
Propriétaire à Avranches, il fut élu, le 30 mars 1789, par le bailliage de Coutances, député de la noblesse aux États généraux.

## Sources
- « Jacques-René Artur de La Villarmois », dans Adolphe Robert et Gaston Cougny, Dictionnaire des parlementaires français, Edgar Bourloton, 1889-1891 [détail de l’édition]